# Elliot Williams
Elliot Jerell Williams (ur. 20 czerwca 1989 w Memphis) – amerykański koszykarz, występujący na pozycjach rozgrywającego oraz rzucającego obrońcy.
W 2008 wystąpił w meczu gwiazd amerykańskich szkół średnich - McDonald’s All-American. Został też zaliczony do II składu Parade All-American.
8 stycznia 2016 roku podpisał 10-dniowy kontrakt z zespołem Memphis Grizzlies. 10 sierpnia 2016 zawarł umowę z Golden State Warriors.

## Osiągnięcia
Na podstawie, o ile nie zaznaczono inaczej.
NCAA
- Uczestnik rozgrywek Sweet 16 turnieju NCAA (2009)
- Mistrz turnieju konferencji Atlantic Coast (ACC – 2009)
- Laureat nagrody - Conference USA Newcomer of the Year Award (2010)
- Zaliczony od I składu konferencji USA (2010)

D-League
- Mistrz D-League (2015)
- MVP finałów D-League (2015)
- Zaliczony od II składu D-League (2015)
- Uczestnik meczu gwiazd D-League (2015, 2016)
- Lider strzelców D-League (2016)